# Grammitis trichopoda
Grammitis trichopoda là một loài dương xỉ trong họ Polypodiaceae. Loài này được F. Muell. Copel. mô tả khoa học đầu tiên năm 1942.